# Eugen Herbst
Eugen Herbst, né le 4 juillet 1903 à Ludwigshafen et assassiné début juillet 1934 au camp de concentration de Dachau,, est un homme politique et résistant allemand.

## Biographie
Après son enseignement primaire, il suit deux années d'école commerciale dans sa ville natale et est employé par une association de consommateurs dans cette même ville. « Licencié pour avoir diffusé des informations internes dans la presse communiste », il trouve un emploi comme comptable pour la société germano-soviétique d'industrie chimique Naphtha,,. Syndiqué à partir de 1918 et engagé au Parti communiste d'Allemagne dès la fondation de celui-ci en 1919, il est secrétaire de la Ligue des jeunes communistes d'Allemagne à Berlin de 1921 à 1922. De décembre 1923 à avril 1924 il est emprisonné par les forces d'occupation française de la Rhénanie « pour avoir distribué des tracts antimilitaristes appelant les soldats français à désobéir ». Ces mois en prison lui infligent une maladie pulmonaire qu'il conservera le restant de sa vie. 
Secrétaire du Parti communiste à Ludwigshafen à partir de 1930, de 1930 à 1932 il est secrétaire chargé de l'agitprop (agitation et propagande) du parti dans le Bade-Wurtemberg et la Rhénanie-Palatinat. Ayant recruté des ouvriers de l'industrie chimique allemande pour transmettre des secrets industriels à l'Union soviétique, il est reconnu coupable de complicité d'espionnage industriel et emprisonné d'avril à décembre 1931.
Aux élections législatives allemandes de juillet 1932, il est élu député du district du Palatinat au Reichstag de la république de Weimar, à l'âge de 29 ans. Il n'y siège que trois mois, n'étant pas choisi comme candidat par le parti pour les élections anticipées en novembre qui portent les nazis au pouvoir ; il semble avoir été écarté par le parti pour ne s'être « pas exprimé avec suffisamment d'enthousiasme à l'égard de l'Union soviétique » après avoir visité le pays,,. Le 30 juillet 1933 il est arrêté par les nazis et placé en « détention préventive » au camp de concentration de Kislau. Libéré en décembre en raison de sa mauvaise santé due à sa maladie pulmonaire, il émigre en Suisse pour y être soigné, mais revient très bientôt en Allemagne pour participer à la résistance communiste à Munich. Arrêté dans cette ville fin juin ou début juillet 1934, il est envoyé au camp de concentration de Dachau où il est immédiatement assassiné, et est déchu de sa nationalité allemande à titre posthume par le gouvernement nazi,. 
Il est l'un des anciens députés commémorés par le Mémorial en souvenir des 96 membres du Reichstag assassinés par les nazis, devant le palais du Reichstag. En 2008, une plaque commémorative est apposée à son domicile à Ludwigshafen.